# Hans Bandele
Hans Bandele (* 15. Februar 1909; † 18. Oktober 1997) war ein deutscher Sportfunktionär.

## Werdegang
Bandele war Mitbegründer des Bayerischen Radsportverbandes nach Ende des Zweiten Weltkriegs und von 1949 bis 1984 dessen Präsident.
In den Jahren 1970/71 war Bandele zugleich kommissarisch Präsident des Bundes Deutscher Radfahrer (BDR).

## Ehrungen
- 1983: Verdienstkreuz 1. Klasse der Bundesrepublik Deutschland